# Arctic Technology Centre
Pour les articles homonymes, voir Artek.
L’Arctic Technology Centre, couramment appelé Artek, a été officiellement créé à la fin de l'été 2000 pour enseigner et former par la pratique les étudiants et hommes d'affaires danois et groenlandais en technologie de l'Arctique.
Artek donne des cours et des séminaires sur les conditions rencontrées en Arctique, et il contribue aux recherches dans les technologies de l’Arctique. De nombreux cours sur ce thème avaient déjà été dispensés les années précédant la création du centre.
Il se trouve à Kongens Lyngby, au nord de Copenhague (Danemark). Le centre sera dirigé par Sanaartornermik Ilinniarfik (École du bâtiment et de la construction) à Sisimiut et l'Université technique du Danemark (DTU) à Kongens Lyngby.
En termes financier, l’Arctic Technology Centre est considéré comme une section de l'Université technique du Danemark (DTU), c’est-à-dire que les fonds alloués le sont en fonction du nombre d’étudiants. Pendant la phase de démarrage d’autres subventions seront disponibles grâce au parlement du Groenland et au ministère danois de la recherche et de l’éducation. La phase de mise en place – en ce qui concerne particulièrement les dépenses pour l’équipement et l’entretien – coûtera environ 14 millions de DKK (6 DKK du Groenland et 8 DKK du Danemark). Les fonds proviendront à la fois du gouvernement du Groenland et de fondations privées.

## Relations internationales
L'université est membre de l’Université de l'Arctique. UArctic est un réseau international d’universités, d’instituts de recherche et d’organisations ayant pour but de promouvoir, coordonner et soutenir la recherche ainsi que l’éducation en régions arctiques.